# Боголюбова, Мария Алексеевна
Мария Алексеевна Боголюбова (урождённая Павлова; 13 марта 1922 — 21 февраля 2000) — старший машинист поточной машины комбината «Стройпластмасс» (г. Мытищи), Герой Социалистического Труда (07.05.1971).

## Биография
Мария Алексеевна Павлова родилась 13 марта 1922 года в селе Маково Рязанской области. Окончила четыре класса сельской школы.
К началу Великой Отечественной войны служила в Москве няней. Вместе с детьми была эвакуирована во Владимирскую область. Узнав о том, как фашисты убивают мирных жителей, в том числе детей, добровольно отправилась на фронт. Выучившись на пулемётчицу, была зачислена в полк ПВО, защищавший подступы к Москве. Позднее участвовала в боевых действиях в роли помощника пулеметчика на бронепоезде ПВО. Принимала участие в боях под Оршей и Барановичами. Участвовала в освобождении Польши. День Победы встретила в Восточной Пруссии. После окончания войны вышла замуж за Василий Игнатовича Боголюбова, машиниста бронепоезда, на котором она воевала.
С 1949 года работала на Мытищинском комбинате стройматериалов (с 1960-х гг. комбинат «Стройпластмасс» Главмоспромстроймтериалов), в одном цеху с мужем. Сперва работала на производстве силикатного кирпича. После появления на заводе машин по производству линолеума, выучилась работе на них. Марии Боголюбовой удалось добиться высоких производственных показателей. Она первой на комбинате смогла увеличить производительность поточной линии с 6 до 12 м линолеума в минуту. При её участии на её станке был установлен механизм многоступенчатого охлаждения линолеума, благодаря чему возросло качество продукции. Она также активно работала над уменьшением расхода дефицитных материалов.
7 мая 1971 года за выдающиеся производственные успехи в выполнении зданий пятилетнего плана присвоено звание Героя Социалистического Труда.
Без отрыва от производства окончила вечернюю школу рабочей молодёжи. К 1980-м годам возглавила бригаду в заготовительном отделении цеха по производству линолеума. Неоднократно избиралась в мытищинский областной и городской советы. Возглавляла комиссию профкома комбината по семье и школе.
С 1985 года на пенсии. Жила в городе Мытищи Московской области.
Похоронена в Пушкинском городском округе Московской области на Черкизовском кладбище.

## Награды
- Звание Героя Социалистического Труда (07.05.1971) с вручением золотой медали «Серп и Молот»
- Орден Ленина (07.05.1971)
- Орден Отечественной войны II степени (1985)[1]
- Орден «Знак Почёта»[2]
- Медаль «Ветеран труда»

## Публикации
- Боголюбова М. А. На новой технике работаем по-новому. — М.: Московский рабочий, 1974. — 40 с.